# 西卡如論
西卡如論（雅美語：Sikazozo或Sikazozon），又稱希卡勒德（si Kalited），是台灣達悟族傳說中的巨人，他因為嫌活動空間不夠而將天空舉高。

## 身世與身形
西卡如論誕生於漁人部落當中，出生時與一般嬰兒無異，但他卻長得相當快而且長個不停，最後成為巨人。據說他的家有船塢那麼大、一條溪的水都不夠讓他洗頭。

## 傳說
據說以前蘭嶼的天空比現在低很多，這讓西卡如論每次活動時頭都會碰到天空，生活非常不方便，直到有一天他再也受不了，就把天空用雙手舉高，直到他能夠站直為止。在這之後他就可以很方便的行動、天空也比以前高了。
據說當初他舉高天空時踩著的地方分別位於現在的蘭嶼發電廠以及望南角，也有說法認為是象鼻岩跟朗島部落，或是蘭嶼機場和青青草原。
後續
後來西卡如論結婚生子後，兒子跟他一樣高大，兩人經常划著各自的船一起出海捕魚，天空中的銀河就是一次兩人為了比誰划船的速度比較快而留下的痕跡，其中比賽贏的人是西卡如論。